# Idenau
Idenau este un oraș din Camerun. Numele l-a primit pe vremea când Camerunul era o colonie germană.